# Nickstabadet

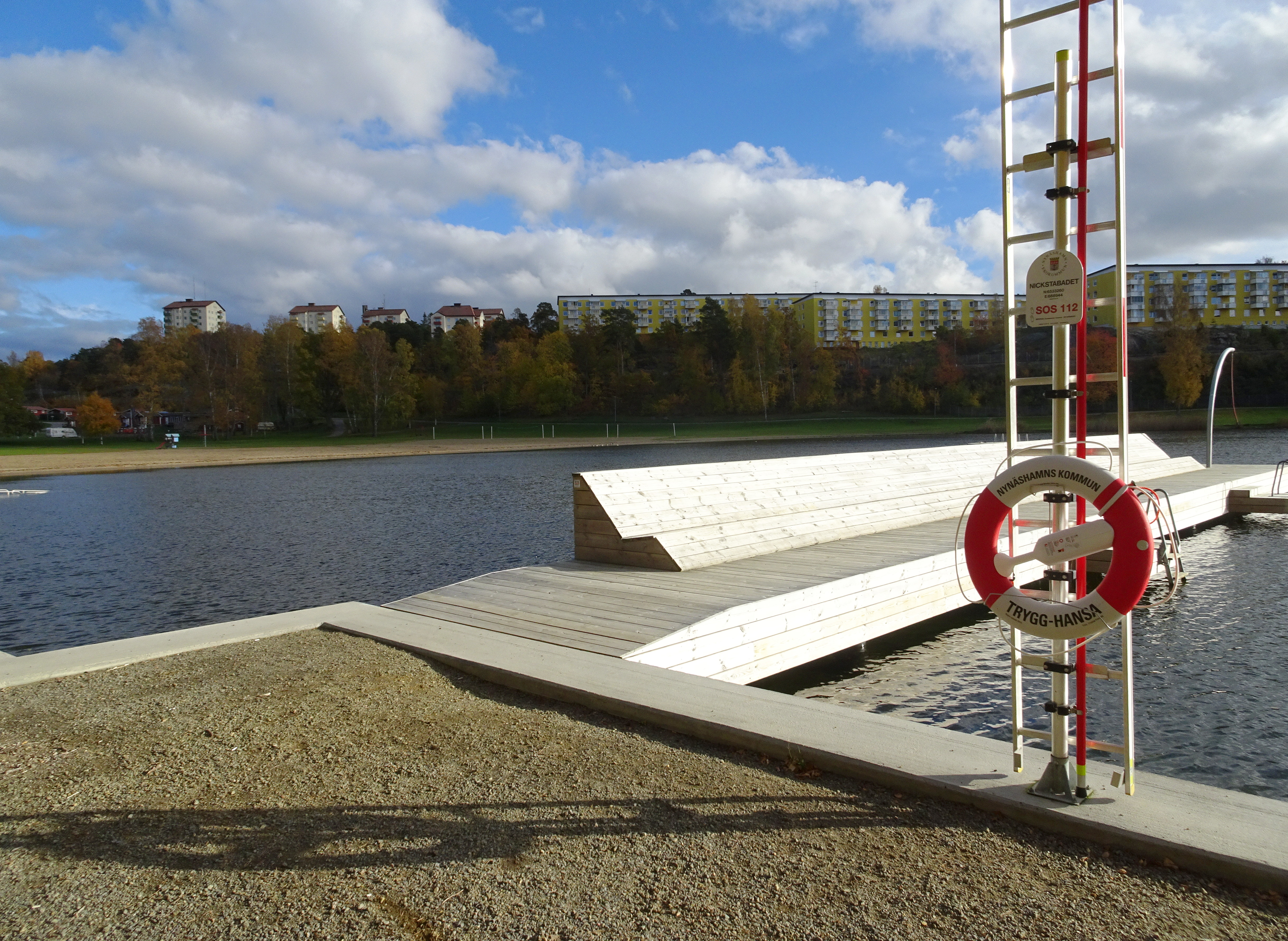
Nickstabadets solbrygga.

Nickstabadet är ett kommunalt havsbad vid Nickstabadsvägen 17 i Nynäshamn, Stockholms län. Till badet hör bland annat husvagnscamping, vandrarhem och stuguthyrning. Badet, som anlades i slutet av 1930-talet, ägs och sköts av Nynäshamns kommun.

## Historik

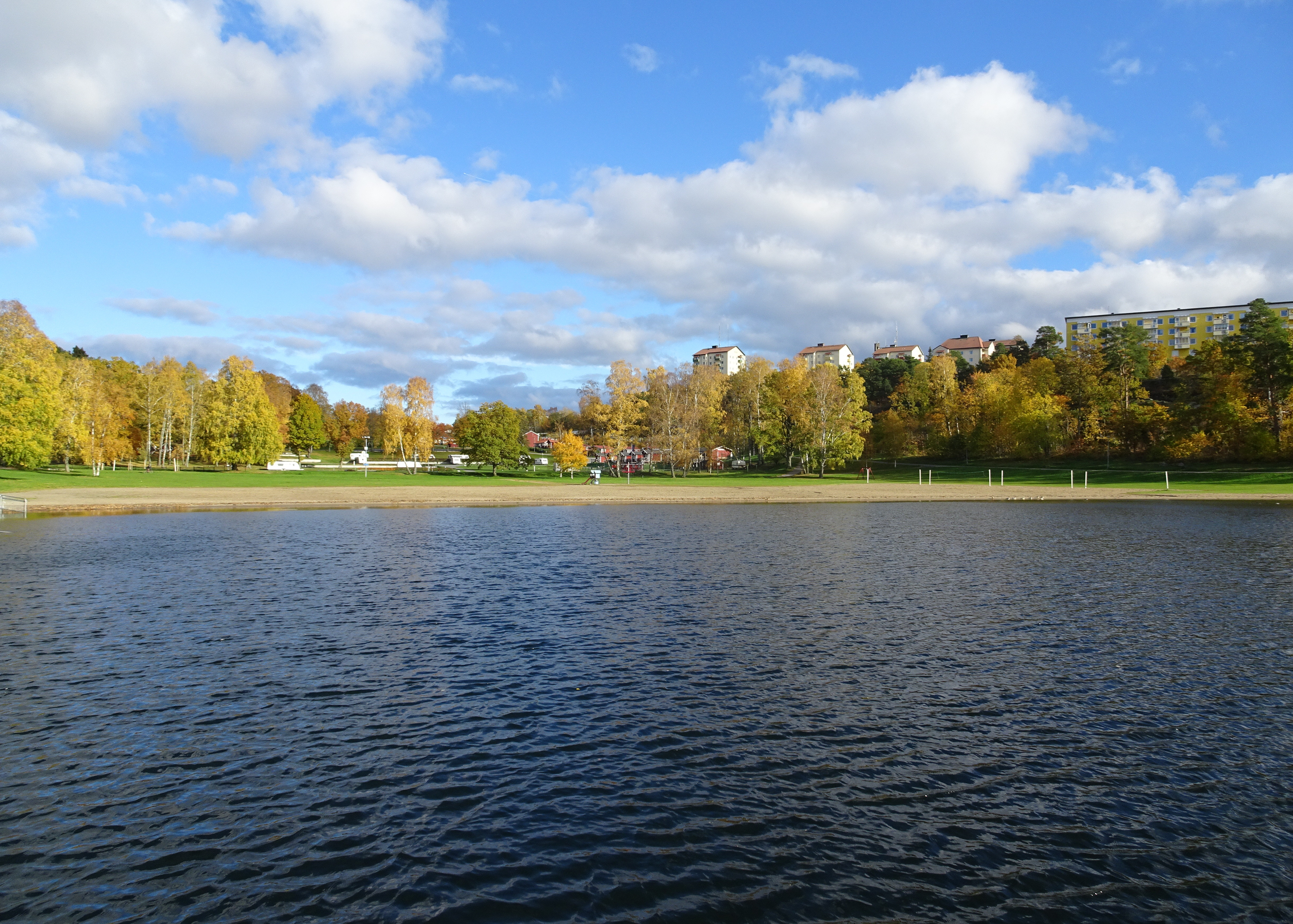
Nickstabadets strand.

Badet och viken har sina namn efter torpet Nicksta som lydde under Nynäs gård. Ett havsbad började anläggas i slutet av 1930-talet. En av initiativtagarna var Telegrafverket som hade en fabrik för tillverkning av utrustning för telekommunikation i Nynäshamn och 1938 firade 25-årsjubileum på orten. I samband med jubileet vände sig Telegrafstyrelsen till regeringen för att få tillstånd att ge 10 000 kronor för bygget av ett friluftsbad vid Nickstaviken. ”Möjligheterna till kallbad i Nynäshamn äro trots köpingens läge i havsbandet, mycket begränsade”, påpekade styrelsen för regeringen. Gåvan till Nynäshamns köping beviljades och badet byggdes.

## Beskrivning
Badet ligger i en sluttning ner mot Nickstaviken som är en del av Nynäsviken. Vid vattnet finns en stor gräsmatta och en cirka 200 meter lång, grund sandstrand med solbrygga och hopptorn. Hopptornet invigdes på sommaren 2023 och har avsatser på 3, 5, 7m Intill ligger en 170 meter lång vattenrutschkana som byggdes 1985. Kanan har tre olika avancerade nedfarter (”Stora”, ”Fartbanan” och ”Barnbanan”) som slutar i en egen bassäng. Till anläggningen hör även minigolf, glassbar, kiosk och restaurang.

## Bilder

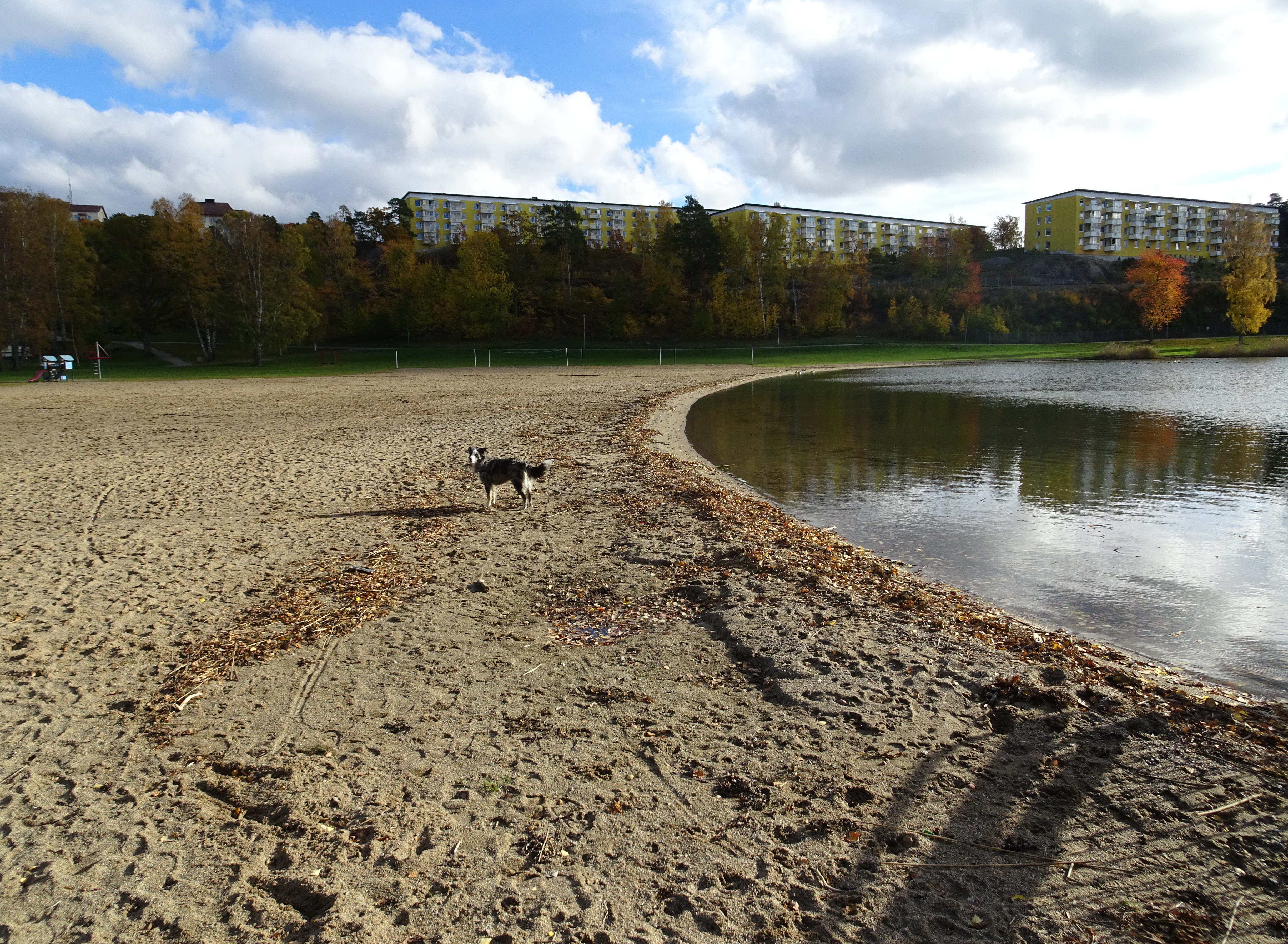
Stranden
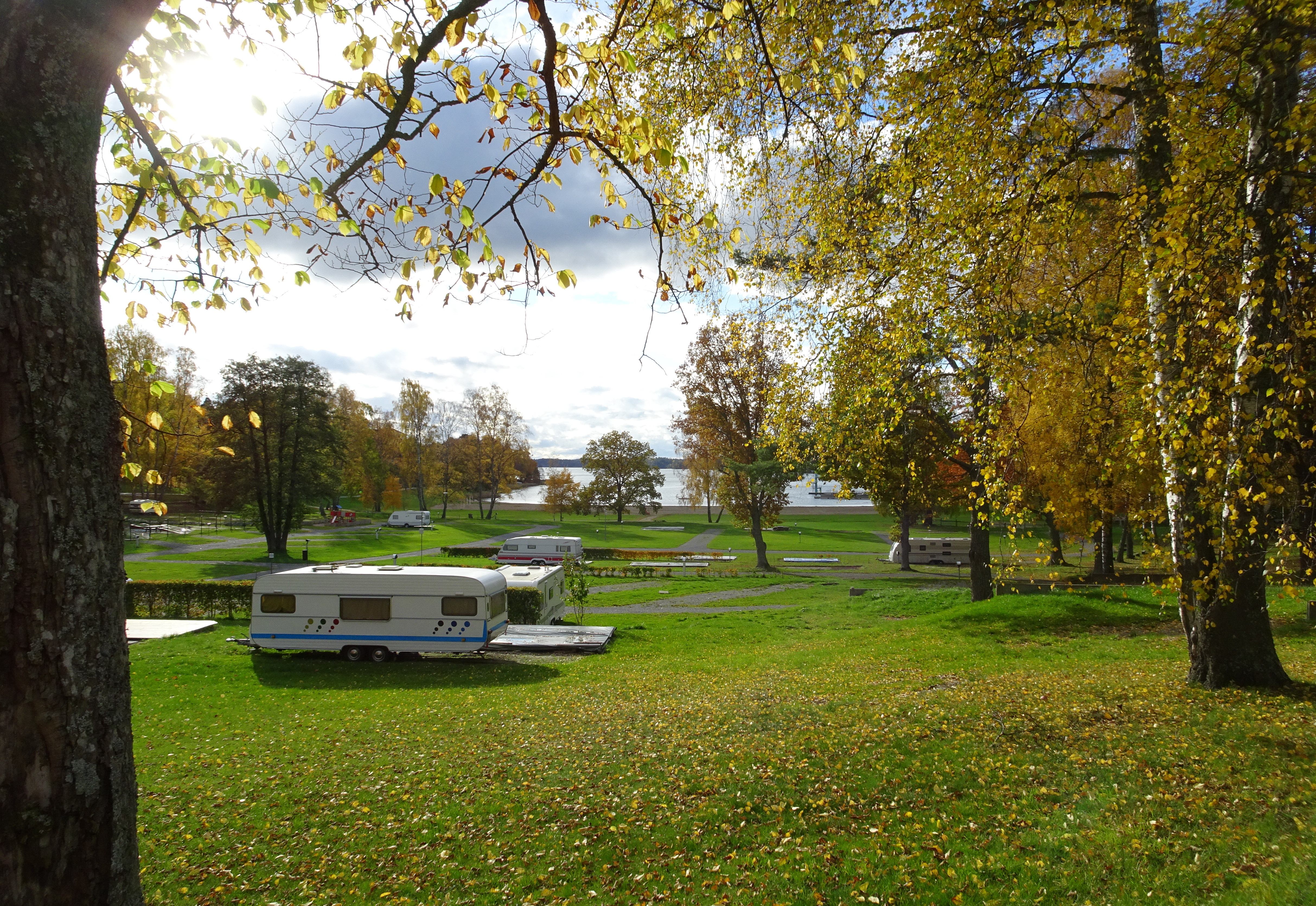
Husvagnscampingen
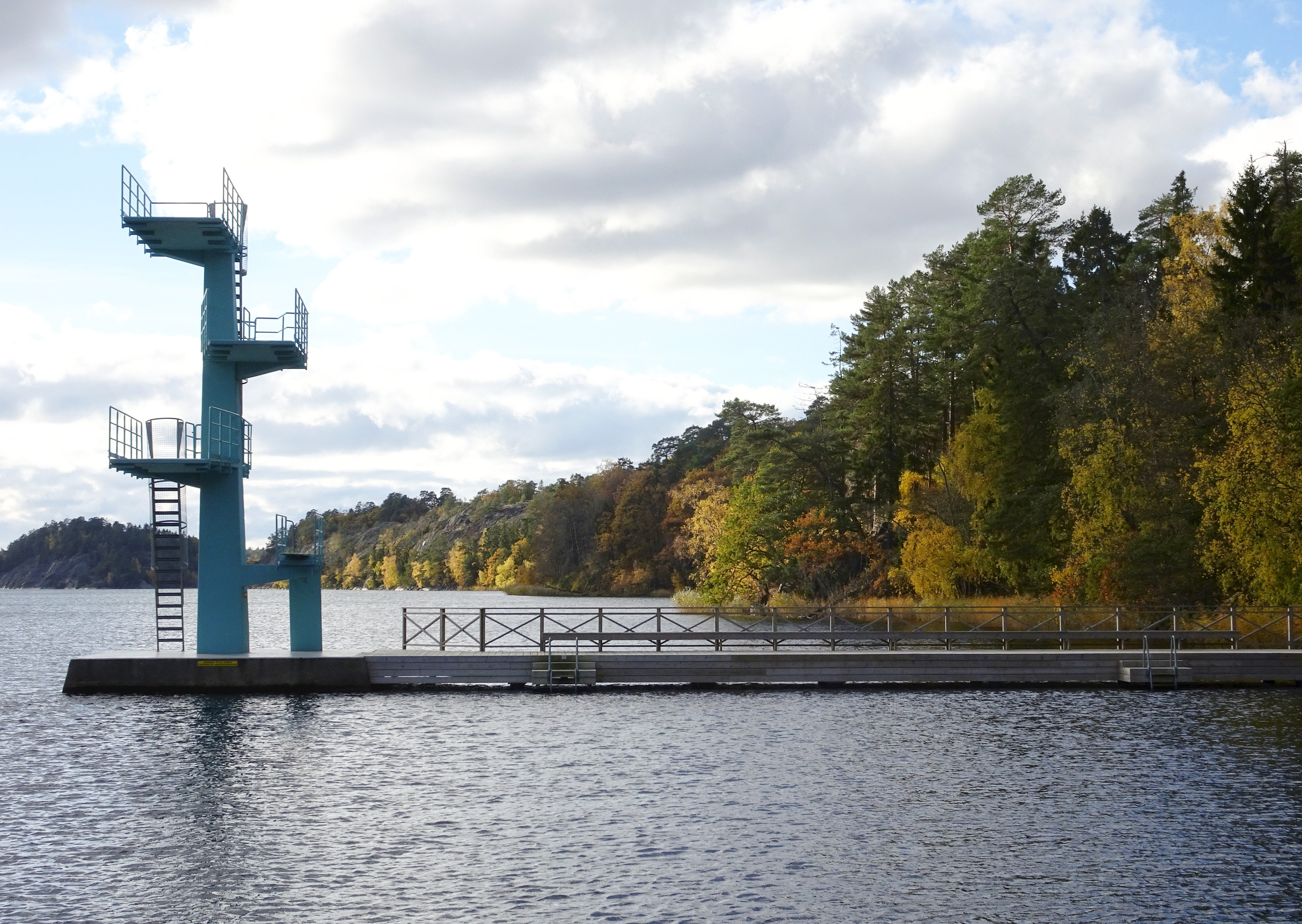
Hopptornet
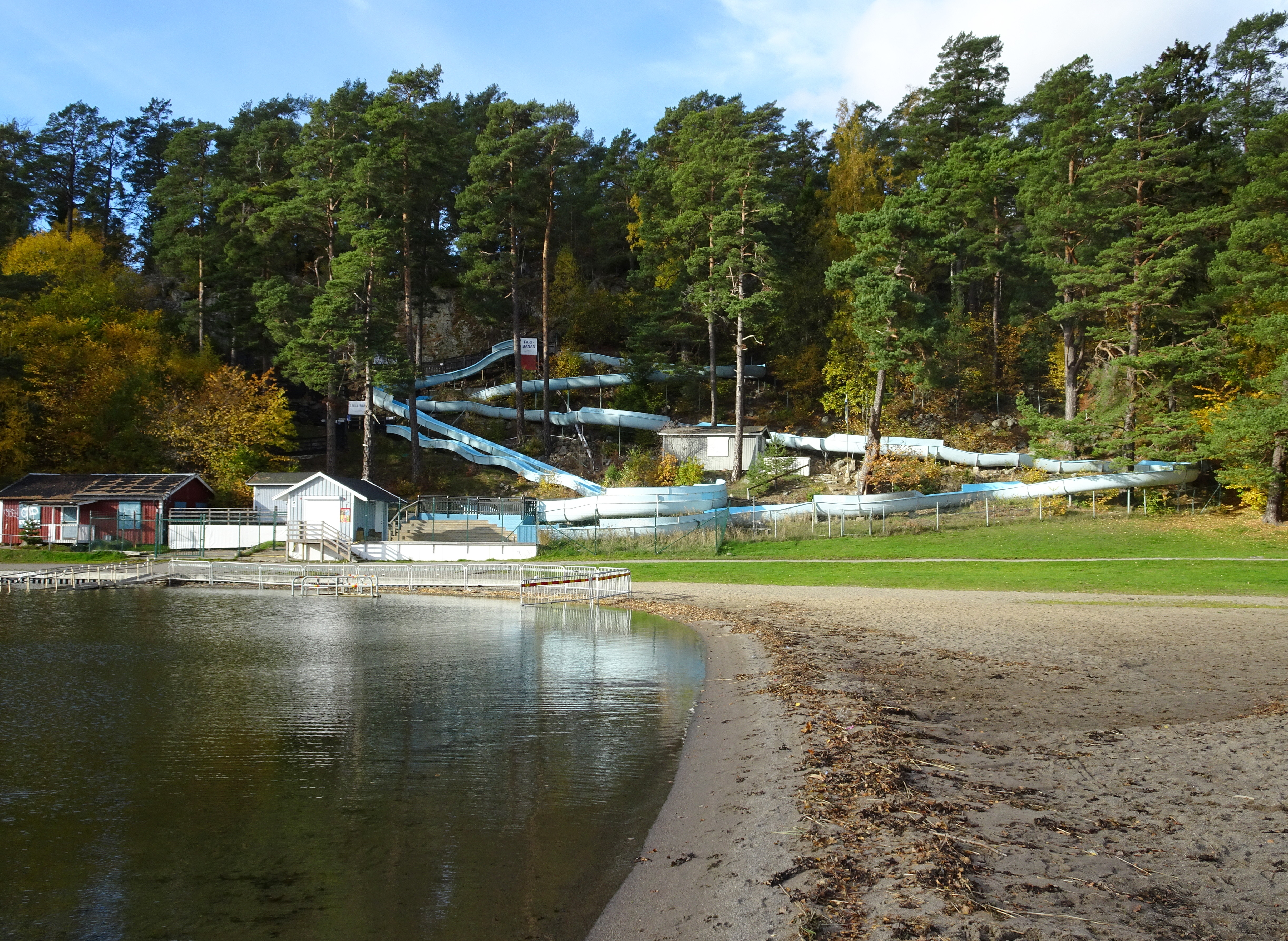
Vattenrutschkanan